# The Clancy Brothers
The Clancy Brothers var en indflydelsesrig irsk folkemusikgruppe, der oprindeligt blev udviklet som en del af genfødslen af amerikansk folkemusik i 1956. Gruppen havde sin storhedstid i 1960'erne, hvor de blev berømte for at bære aransweatre, og de er bredt anerkendt for at have populariseret irsk folkemusik i USA og revitaliseret den i Irland, og at de har banet vejen for grupper som the Dubliners og the Wolfe Tones.
The Clancy Brothers, Patrick "Paddy" Clancy, Tom Clancy og Liam Clancy er bedst kendt for deres arbejde med Tommy Makem, og de indspillede over 20 albums sammen som The Clancy Brothers and Tommy Makem. Makem forlod dem i 1969, hvilket blev den første i en række af ændringer i gruppens sammensætning. Det mest notable af de efterfølgende medlemmer var den fjerde Clancy-bror, Bobby. Gruppen fortsatte i forskellige konstellation indtil Paddy Clancys død i 1998.
The Clancy Brothers and Tommy Makem ydede stor indflydelse på den unge Bob Dylan og andre spirende musikere inklusive Christy Moore og Paul Brady. Gruppen er berømt for deres ofte livlige arrangementer af gamle irske ballader, oprørs- og drikkesange, shantyer og anden traditionel musik. Blandt de sange, som gruppen har indspillet, er bl.a. "I Know My Love", "Carrickfergus" og "The Irish Rover". Selvom gruppen aldrig har indspillet "Whiskey in the Jar" har flere af gruppens medlemmer indspillet den alene eller sammen med andre.

## Diskografi

### Med Tommy Makem
- The Lark in the Morning (1955) – Tradition LP/Rykodisc CD (with Liam Clancy and Tommy Makem only of the group)
- The Rising of the Moon (or Irish Songs of Rebellion) (1956, 1959 second version)
- Come Fill Your Glass with Us (or Irish Songs of Drinking and Blackguarding) (1959)
- The Clancy Brothers and Tommy Makem (eponymous) (1961)

Columbia Records
- A Spontaneous Performance Recording (1961)
- Hearty and Hellish! A Live Nightclub Performance (1962)
- The Boys Won't Leave the Girls Alone (1962)
- In Person at Carnegie Hall (1963) – US #50;[9] on Columbia CD
- The First Hurrah! (1964) – US No. 91[10][11]
- Recorded Live in Ireland (1965)
- Isn't It Grand Boys (1966) – UK No. 22[12]
- Freedom's Sons (1966)
- The Irish Uprising (1966)
- In Concert (1967) – on Columbia CD
- Home, Boys, Home (1968)
- Sing of the Sea (1968)
- The Bold Fenian Men (1969)
- Reunion (1984) – released on Blackbird LP/Shanachie CD
- Luck of the Irish (1992) – Columbia/Sony compilation (Contains a new song, Wars of Germany, and three new performances of previously released songs: Home Boys Home, The Old Orange Flute and They're Moving Father's Grave To Build A Sewer.)
- The 30th Anniversary Concert Celebration (1992) – Featuring Bob Dylan & various guests.
- Irish Drinking Songs (1993) – Contains unreleased material from the Carnegie Hall album.
- Ain't It Grand Boys: A Collection of Unissued Gems (1995) – Unreleased material from the 1960s era.[13]
- Carnegie Hall 1962 (2009)

### The Clancy Brothers (Liam, Tom, Pat, Bobby)
Med Finbar & Eddie Furey
- Christmas – Columbia LP/CD (1969)
- Flowers in the Valley – Columbia LP (1970)

Audio Fidelity Records
- Welcome to Our House (1970)

### Lou Killen, Paddy, Liam, Tom Clancy
Audio Fidelity Records
- Show Me The Way (1972)
- Save the Land! (1972)
- Live on St. Patrick's Day (1973)

Vanguard Records
- Clancy Brothers Greatest Hits (1973) – Vanguard LP/CD

*This was reissued as 'Best of the Vanguard Years' with bonus material from the 1982 Live! album with Bobby Clancy and Robbie O'Connell.

### Liam Clancy and Tommy Makem
Blackbird and Shanachie Records
- Tommy Makem and Liam Clancy (1976)
- The Makem & Clancy Concert (1977)
- Two for the Early Dew (1978)
- The Makem and Clancy Collection (1980) – contains previously released material and singles
- Live at the National Concert Hall (1983)
- We've Come A Long Way (1986)

### Bob Dylan
- The 30th Anniversary Concert Celebration (Pat, Liam & Bobby Clancy synger "When The Ship Comes In" med Tommy Makem og Robbie O'Connell)

### The Clancy Brothers (Tom, Pat, Bobby) and Robbie O'Connell
- Live – Vanguard (1982)
- "Tunes and Tales of Ireland" – Folk Era Records(1988)

### The Clancy Brothers (Liam, Pat, Bobby) and Robbie O'Connell
- Older But No Wiser – Vanguard (1995)

### Clancy, O'Connell & Clancy
Helvic Records
- Clancy, O'Connell & Clancy – (1997)
- The Wild And Wasteful Ocean – (1998)

### Clancy, Evans & Doherty
- Shine on Brighter (featuring Liam Clancy) – (1996) Popular CD

### Peg and Bobby Clancy
- Songs From Ireland – (1963) – Tradition LP

### Film og video
Skuespil
- Treasure Island – The Golden Age of TV Drama

Optagelser af koncerter
- The Best of 'Hootenanny'
- Pete Seeger's Rainbow Quest: The Clancy Brothers and Tommy Makem
- Ballad Session: Bobby Clancy
- The Clancy Brothers and Tommy Makem: Reunion Concert at the Ulster Hall, Belfast
- Liam Clancy – In Close Up, vol. 1 and 2
- Bob Dylan: The 30th Anniversary Concert Celebration (one song)
- Lifelines: The Clancy Brothers
- The Clancy Brothers & Robbie O'Connell – Farewell to Ireland
- Live from the Bitter End (Liam Clancy)
- Come West along the Road, vol. 2: Irish Traditional Music Treasures from RTÉ TV Archives, 1960s–1980s (Bobby & Peggy Clancy)

Dokumentarer
- The Story of the Clancy Brothers & Tommy Makem
- Bringing It All Back Home
- No Direction Home: Bob Dylan
- Folk Hibernia
- The Legend of Liam Clancy
- The Yellow Bittern: The Life and Times of Liam Clancy